# Вільям Марбері
Вільям Марбері (*15 листопада 1762 — †1835) — американський правник, федераліст та прихильник президента Джона Адамса.

## Біографія
Народився 15 листопада 1762 року. Відіграв одну з провідних ролей у чи не найважливішому судовому засіданні в історії Сполучених Штатів.
В останній день свого президентства Джон Адамс, стурбований демократично-республіканськими настроями наступника Томаса Джефферсона, спробував збалансувати систему влади в країні, перетворивши її юридичну гілку на цитадель федералістської доктрини. З цією метою Адамс протягом однієї ночі видав розпорядження на призначення 42 відданих осіб «Суддями миру» в Окрузі Колумбія. Документи було надіслано Державному Секретареві США для скріплення печаткою та передачі. Проте, певна кількість їх не була передана тієї ночі за призначенням. Наступного дня відбулась інавгурація Томаса Джефферсона, а розпорядження попереднього Президента про призначення суддів, серед яких був і В.Марбері, зникли.
У 1803 році Вільям Марбері надіслав позов до суду проти Державного Секретаря Джеймса Медісона, вимагаючи завершення процедури свого призначення. Справа Марбері проти Медісона велася Головним суддею Вищого суду Джоном Маршалом. Рішення було прийнято на користь Державного Секретаря, а вимоги позивача було визнано неконституційними. Це історичне рішення закріпило за Верховним судом повноваження приймати рішення щодо відповідності Конституції США в тому числі й законів, прийнятих Конгресом, що в подальшому призвело до набуття цією гілкою влади права на конституційну юстицію.
6 грудня 1800 року Вільям Марбері придбав будинок генерала Фореста. У 1992 році будинок придбав Уряд України. З 1992 року в будинку працює Посольство України в США.